# Évora
Évora (US: /ˈɛvʊrə/ EV-uurr-ə, tiếng Bồ Đào Nha: [ˈɛvuɾɐ] ⓘ; Bản mẫu:Lang-cel-x-proto) là một thành phố và đô thị ở Bồ Đào Nha. Dân số năm 2011 là 56.596 người, với diện tích 1307,08 km². Đây là thủ phủ lịch sử của Alentejo và đóng vai trò là tỉnh lỵ của Évora.
Do trung tâm thị trấn cổ được bảo tồn tốt, vẫn được bao bọc một phần bởi các bức tường thời Trung Cổ và nhiều di tích có niên đại từ các thời kỳ lịch sử khác nhau bao gồm cả Đền thờ La Mã, Évora đã được UNESCO công nhận là Di sản thế giới từ năm 1986.
Évora nằm sâu trong đất liền nên nó là một trong những thành phố nóng nhất của Bồ Đào Nha vào mùa hè, thường xuyên phải hứng chịu những đợt nắng nóng. Mặc dù vậy, tại đây còn dễ chịu hơn so với các khu vực xa hơn trong đất liền phía bên kia biên giới của Tây Ban Nha. Évora được xếp hạng thứ hai trong cuộc khảo sát các thành phố đáng sống nhất của Bồ Đào Nha về điều kiện sống do Expresso công bố hàng năm. Nó được xếp hạng nhất trong một nghiên cứu liên quan đến khả năng cạnh tranh của 18 thủ phủ của Bồ Đào Nha, theo một nghiên cứu năm 2006 do các nhà nghiên cứu kinh tế của Đại học Minho thực hiện.

## Hình ảnh

Évora
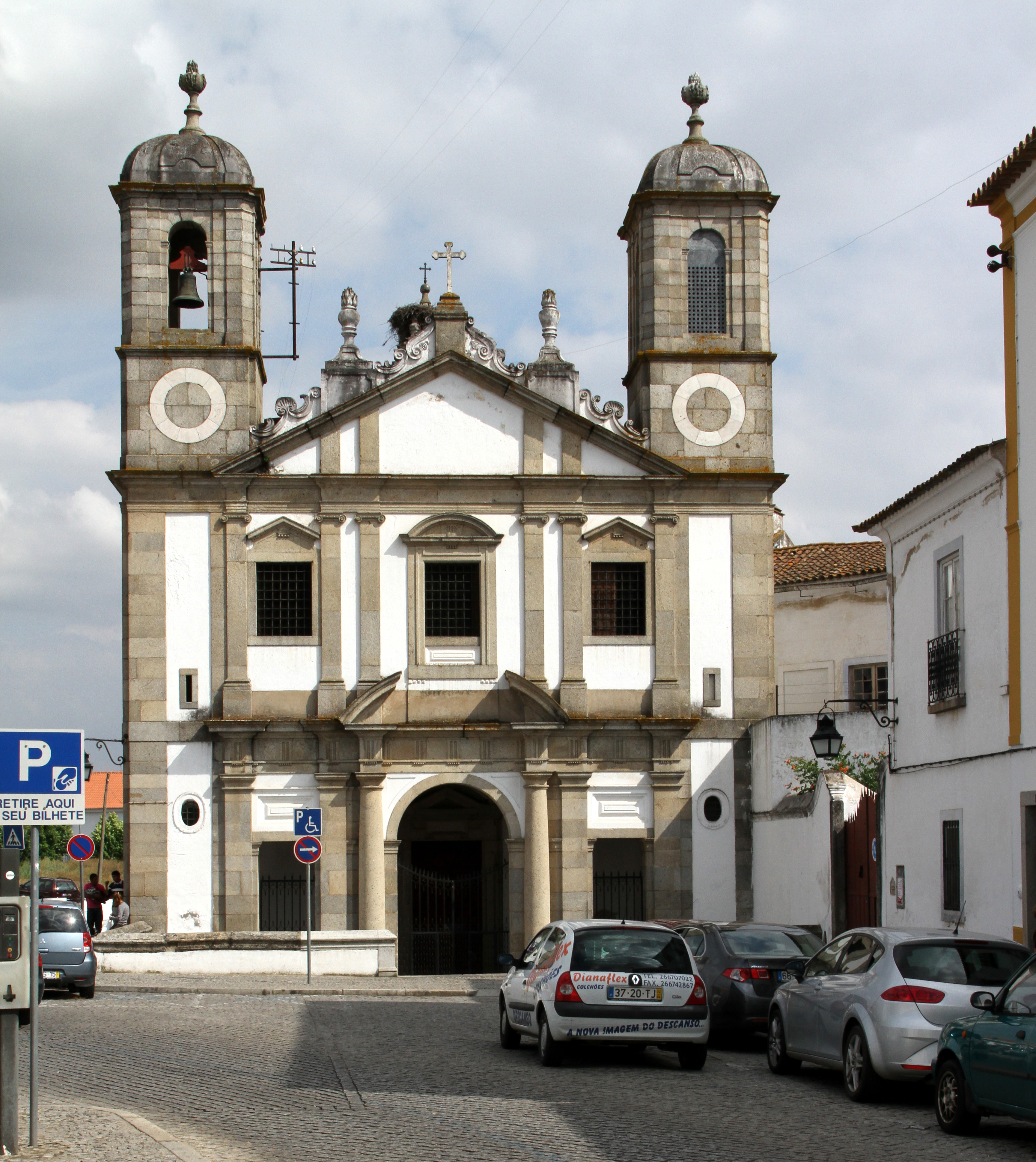
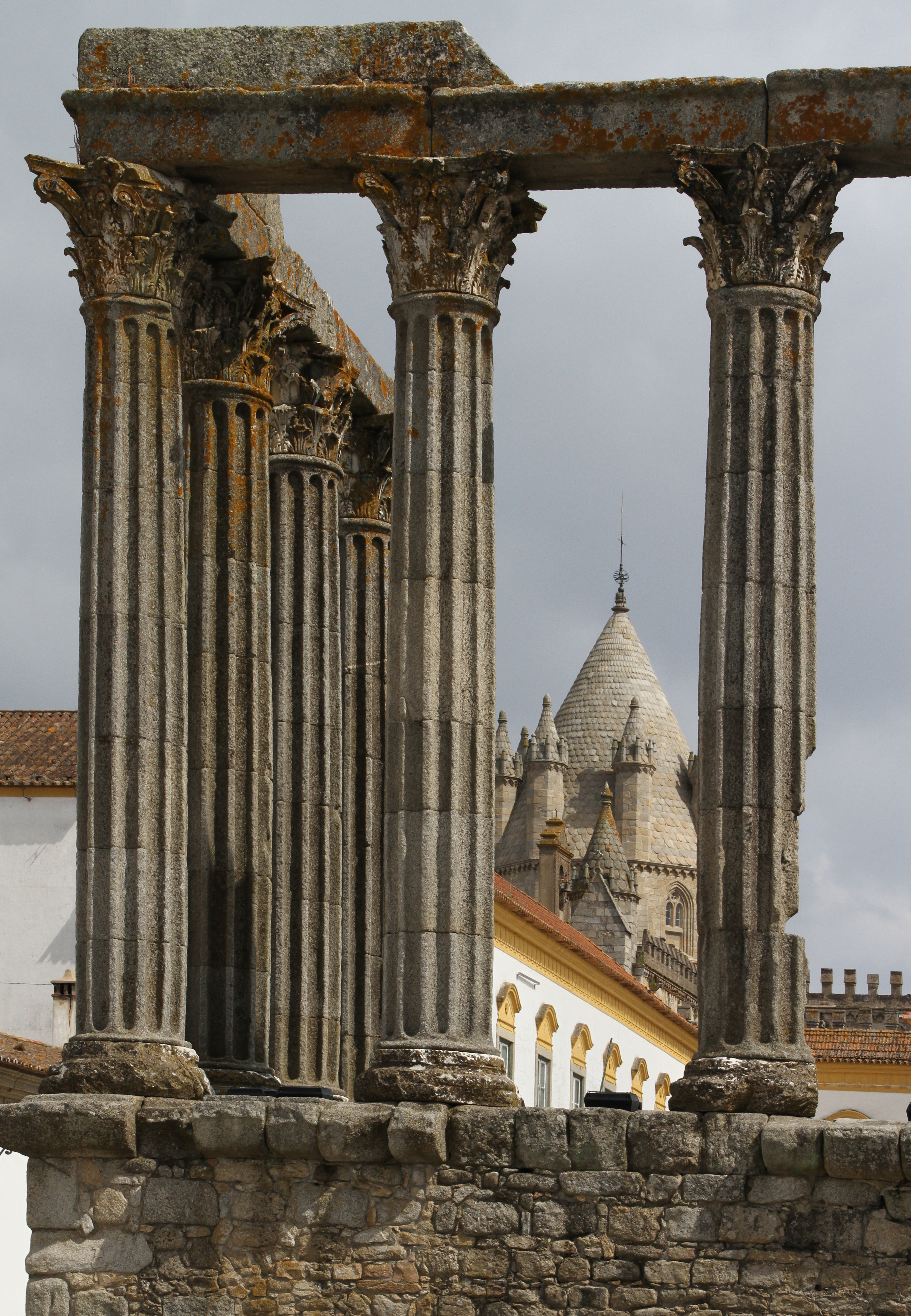
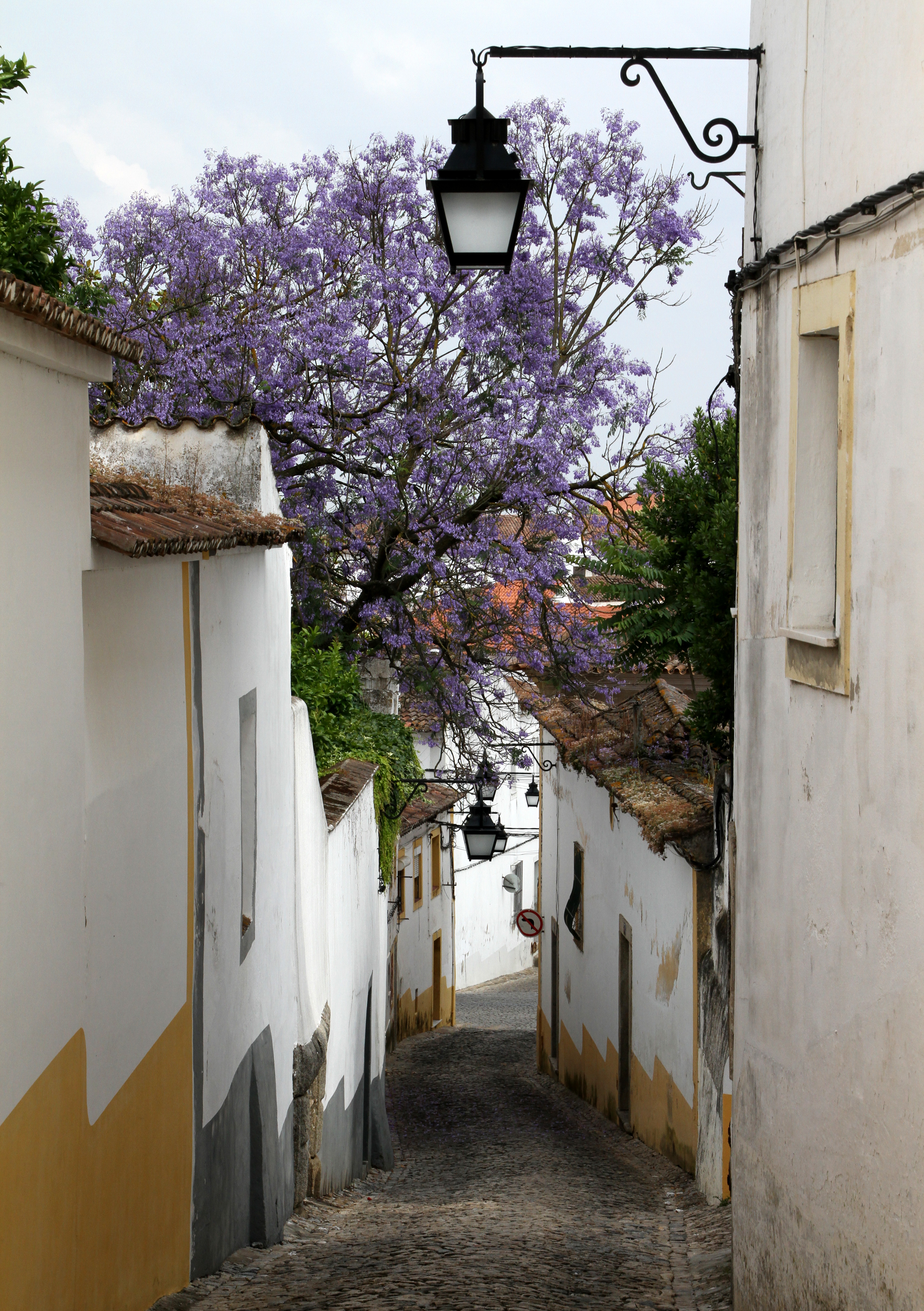
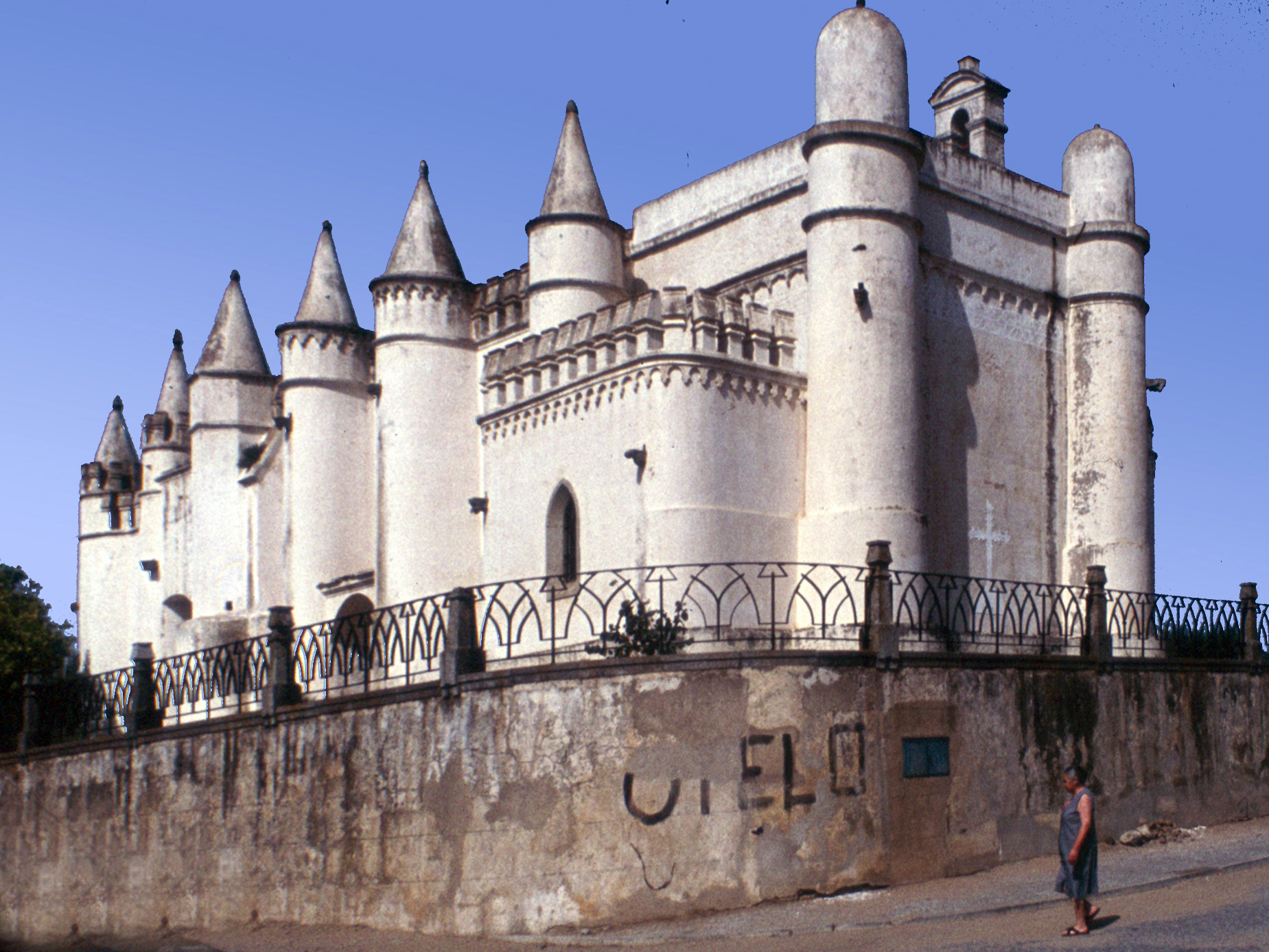
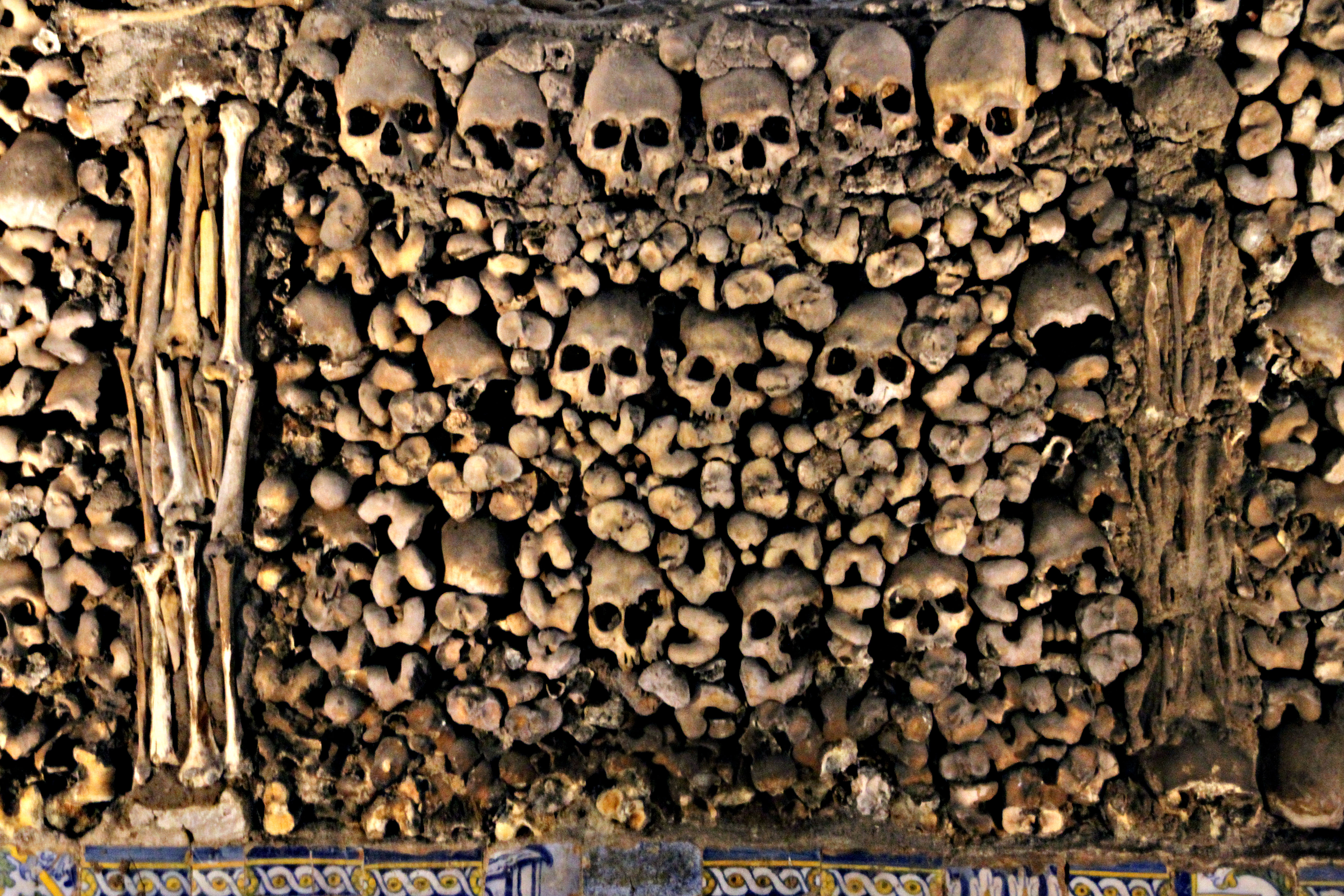
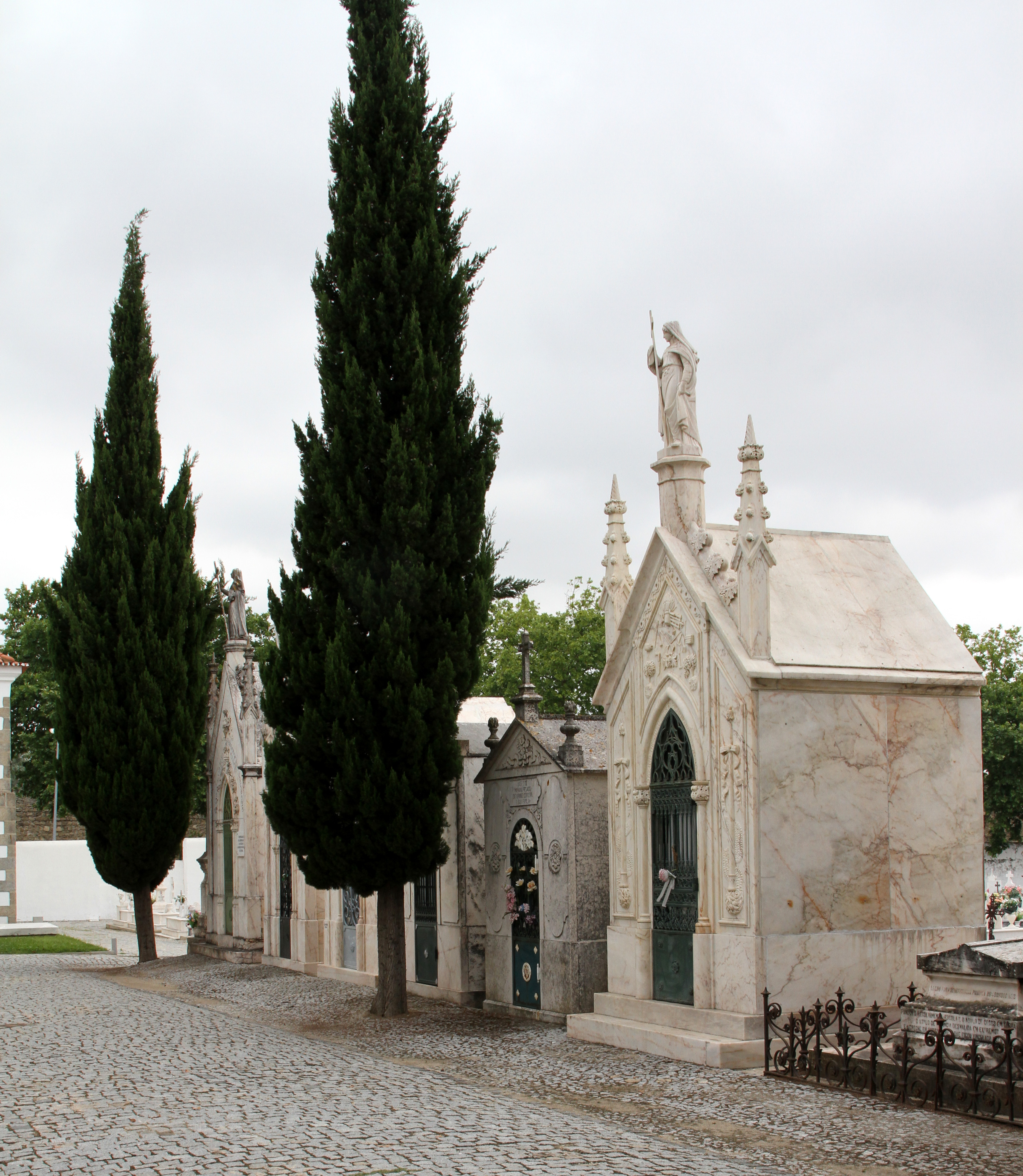
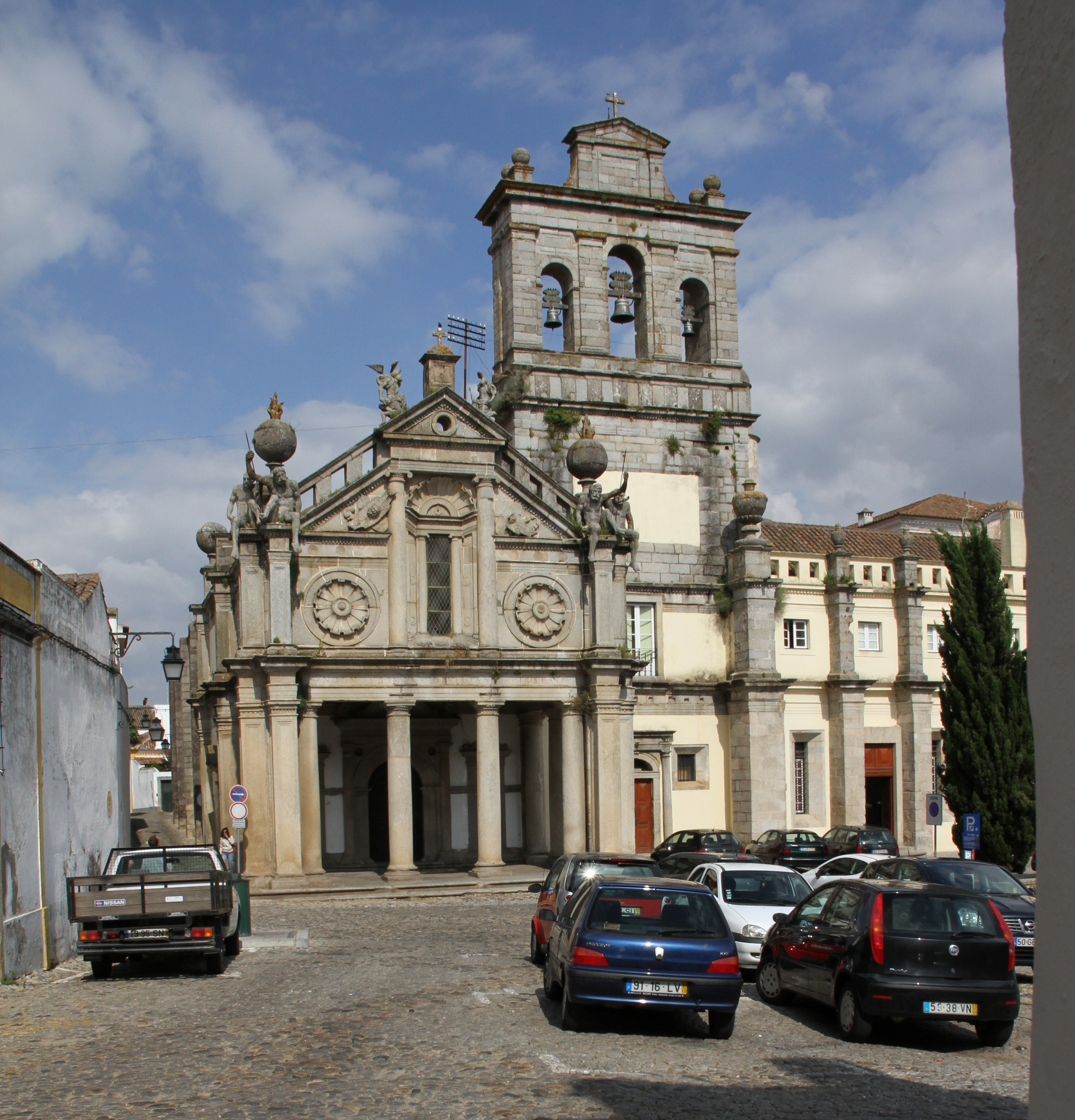
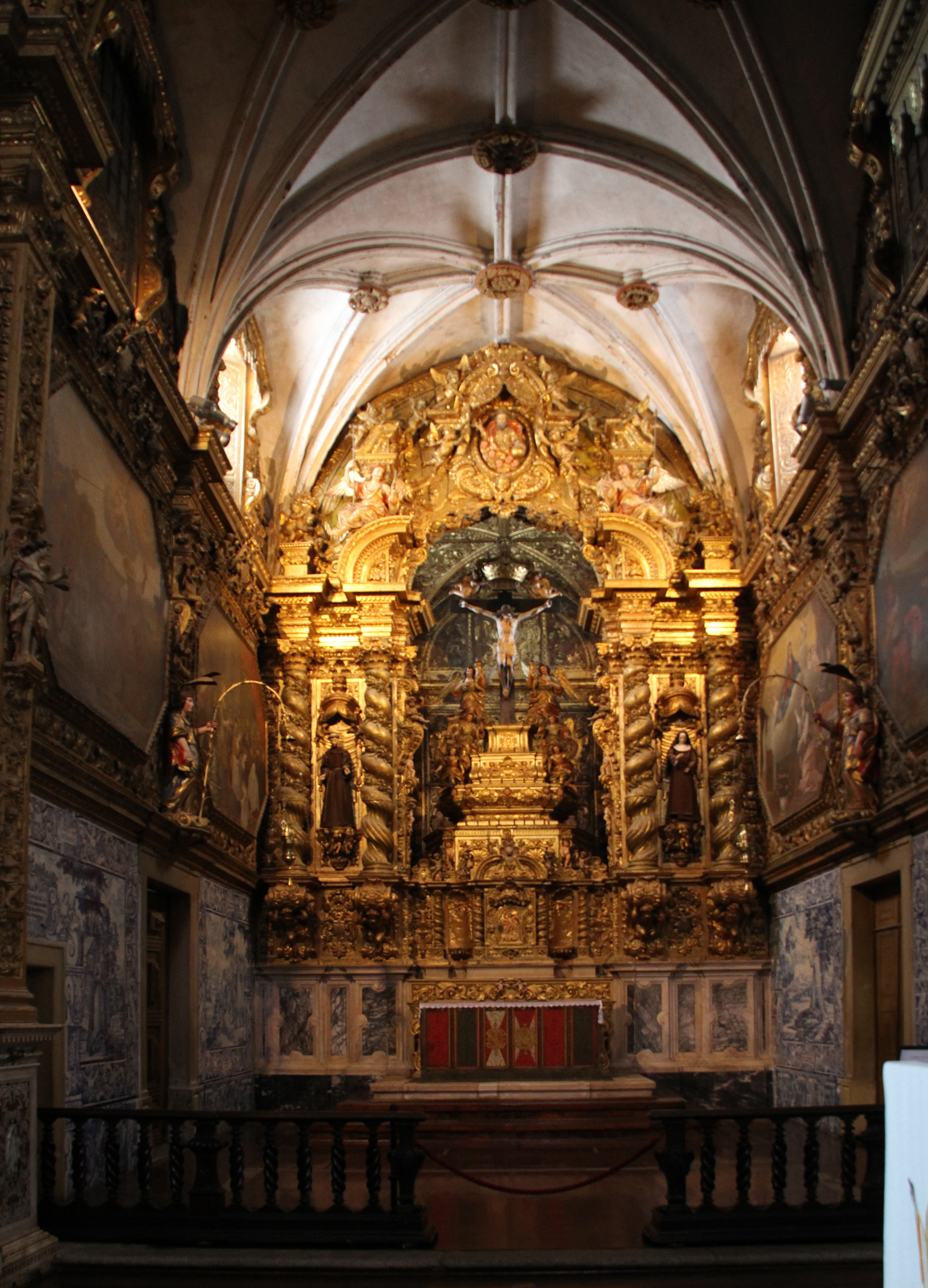